# Pau Parassols i Pi
Pau Parassols i Pi (Sant Joan de les Abadesses, Província de Girona, 11 de novembre de 1824 - Barcelona, 1902) fou un sacerdot i historiador català.
Estudià la carrera eclesiàstica en el Seminari de Vic i en ordenar-se sacerdot, fou nomenat vicari d'Avinyó, després assolí un benefici en la seva vila nadiua, on ensenyà llengua llatina, fins que el 1871 s'establí a Barcelona, desenvolupant la capellania de la Reial Casa del Retir i Refugi de la mateixa capital catalana. Des de la seva joventut mostrà grans aptituds per als estudis històrics, i es dedicà a investigar amb molta passió en tots els arxius públics i particulars de la seva diòcesi aquells punts d'història local que, o encara no havien estat suficientment estudiats, o bé eren coneguts per mitjà de dades i notícies inexactes o falsejades. Dotat d'un geni tant laboriós com actiu, i d'una modèstia i senzillesa verdaderament exemplars, consagrà la seva llarga existència a la publicació de monografies de monuments, o bé desapareguts, o esmotxats, de manera que avui és difícil conèixer-los o estudiar-los amb perfecció.
Quasi totes les obres de Parassols i Pi són encara valuoses fonts de consulta per a erudits i elements de sòlida formació per a profans. Va merèixer l'amistat i l'estima dels més eminents historiadors i erudits contemporanis seus, com Fernández-Guerra, Amador de los Ríos, Milà i Fontanals, Menéndez Pelayo, Jacint Verdaguer, els Bofarull, Aulestia, Coroleu, Pella i Forgas, Rubió i Ors, Marià Aguiló i Fuster, Quadrado Nieto, Sanpere i Miquel, entre els espanyols, i Gaston Paris, comte de Puymagre, baró de Tourtoulón, Fastenrath, Wulf, Pittré i Savine, entre els estrangers, tots els quals sostingueren amb Parassols i Pi activa correspondència i l'honoraven contínuament amb les seves consultes.
Cultivà el gènere de literatura especial dels goigs en honor de la lloança dels sants, gènere que ell contribuí a popularitzar en tots els temples, santuaris, ermites o monestirs de Catalunya, arribant a compondre i publicar-ne més de 1.500. la seva col·lecció de Goigs fou famosa, i a la seva mort anà a parar a diverses entitats culturals, la biblioteca de les quals enriquí. Dirigí i redactà per espai de cinc anys la revista Las Mercedes de Maria, col·laborant, a més, en El Museo Universal, de Madrid, en La Revista histórico-latina, en La Renaixensa, en Lo Gay Saber i en La Ilustració Catalana de Barcelona.
Fou missioner apostòlic, censor sinodal, corresponent de la Reial Acadèmia de la Història i acadèmic de número de la de les Bones Lletres de Barcelona, en el si de la qual treballà durant diversos anys en tasques de poc lluïment exterior, però de gran utilitat per a la cultura catalana. Li tocà exercir el càrrec de censor eclesiàstic de quasi totes les obres de caràcter històric-religioses que s'imprimiren a Catalunya en la segona meitat del segle xix.
Va deixar les obres següents, a més de moltes obres de sants i llibres de pietat: Nyerros y Cadells (en el v. III de Memories de l'Acadèmia de Bones Lletres de Barcelona), Enseñas, aclaraciones y documentos notables pertenecientes á la historia del principado de Cataluña, San Juan de las Abadesas y su mayor gloria al Santisimo Misterio (Vic, 1859), Nuestre Señora del Remey en Greixenturri (Vic, 1863), San Pedro de Casserras, monografia histórica (Barcelona, 1876); San Felio de Torelló, la Virgen de Rocaprebera y San Fortián (Barcelona, 1876); El Evangelio en practica (Barcelona, 1874), La imagen de San Félix africano vindicada de la injusta censura publicada en el articulo anónimo (Barcelona, 1880), Compendi de la vida de San Adjutori abad que's venera en Santa Maria de Olost (Vic, 1865), Oficio ó rezo en honor de la Santisima Virgen Maria, versió castellana del Officium a Beata Maria Virgine de Accademia, premiada per l'Acadèmia Bibliogràfica Mariana de Lleida el 1880 i publicada en el volum dels seus certàmens corresponents a aquest any; Martirologi Català (Barcelona, 1880) i Manlleuenchs ilustres (Manlleu, 1890).